# Карл Август Саксен-Веймар-Айзенаський (1912—1988)
Карл Август Саксен-Веймар-Айзенаський (нім. Karl August von Sachsen-Weimar-Eisenach), повне ім'я Карл Август Вільгельм Ернст Фрідріх Георг Йоганн Альбрехт Саксен-Веймар-Айзенаський (нім. Karl August Wilhelm Ernst Friedrich Georg Johann Albrecht von Sachsen-Weimar-Eisenach, 28 липня 1912 — 14 жовтня 1988) — титулярний великий герцог Саксен-Веймар-Айзенаха у 1923—1988 роках, син попереднього великого герцога Вільгельма Ернста та саксен-майнінгенської принцеси Феодори.

## Біографія
Карл Август народився 28 липня 1912 у замку Вільгельмсталь. Він був другою дитиною та старшим сином в родині правлячого великого герцога Саксен-Веймар-Айзенаху Вільгельма Ернста та його другої дружини Феодори Саксен-Майнінгенської. Хлопчик мав старшу сестру Софію, згодом у нього з'явилися молодші брати Бернхард та Георг.

9 листопада 1918 року Вільгельм Ернст, як і інші німецькі правителі, зрікся трону внаслідок Листопадової революції. Усе сімейство переїхало до замку Гайнрігау в Силезії. Раніше в будівлі містилося цистерціанське абатство,  яке занепало в період наполеонівських воєн. Ще у 1863 році воно перейшло у приватну власність дому Саксен-Веймар-Айзенах через Софію Нідерландську.

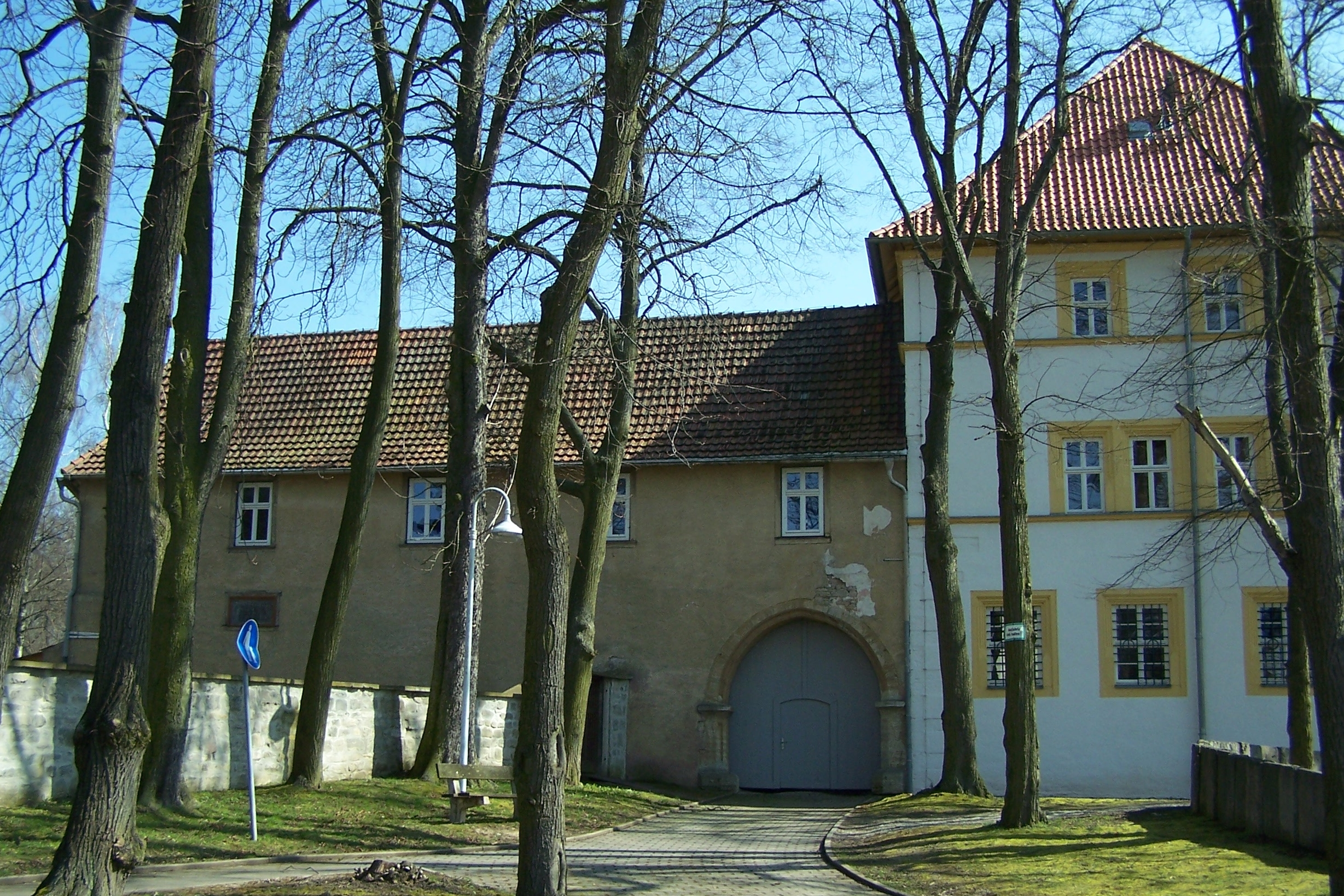
Замок Бехрінген, де певний час жив Карл Август

Коли Карлу Августу виповнилося 10, помер його батько. У віці 32 років він узяв шлюб із баронесою Єлизаветою фон Вангенхайм-Вінтерштайн, своєю одноліткою. Вінчання відбулося 4 жовтня 1944 у замку Вартбург. Там пара продовжила і жити після весілля. Згодом вони переїхали до замку Бехрінген в Тюрингії. У подружжя народилося троє дітейː 
Карл Август був офіцером вермахту і служив у танкових військах. У червні 1945 разом із сім'єю він утік із Тюрингії, окупованої радянськими військами, до Західної Німеччини. Більше батьківщину він не навідував.
Взимку 1985 року померла дружина Карла Августа. Сам він пішов з життя 14 жовтня 1988 у  Шинені на березі Боденського озера на кордоні із Швейцарією. Був похований у мавзолеї на гірському цвинтарі Гайдельберга.

## Родина
Дружина — Єлизавета Вангенхайм-Вінтерштайнська
Діти:
- Єлизавета (1945—2010) — нетривалий час була одружена з Міндертом Дідеріком де Кантом, дітей не мала;
- Міхаель (нар. 1946) — титулярний великий герцог Саксен-Веймар-Айзенаху в наш час,[4] одружений другим шлюбом, має доньку;
- Беатріса-Марія (нар. 1949) — дружина Мартіна Чарльза Девідсона, має доньку.